# Giro di Lombardia 1969
Il Giro di Lombardia 1969, sessantatreesima edizione della corsa, fu disputata l'11 ottobre 1969, su un percorso totale di 266 km. Fu vinta dal belga Jean-Pierre Monseré, giunto al traguardo con il tempo di 6h38'24" alla media di 40,01 km/h, precedendo il connazionale Herman Van Springel e l'italiano Franco Bitossi.
Presero il via da Milano 174 ciclisti e 37 di essi portarono a termine la gara.

## Ordine d'arrivo (Top 10)
| Pos. | Corridore              | Squadra      | Tempo    |
| ---- | ---------------------- | ------------ | -------- |
| 1    | Jean-Pierre Monseré    | Flandria     | 6h38'54" |
| 2    | Herman Van Springel    | Mann-Grundig | s.t.     |
| 3    | Franco Bitossi         | Filotex      | s.t.     |
| 4    | Martin Van Den Bossche | Faema        | s.t.     |
| 5    | Raymond Poulidor       | Mercier-BP   | s.t.     |
| 6    | Georges Pintens        | Mann-Grundig | s.t.     |
| 7    | André Poppe            | Mann-Grundig | s.t.     |
| 8    | Raymond Delisle        | Peugeot      | s.t.     |
| 9    | Jan Janssen            | Bic          | a 19"    |
| 10   | Antoon Houbrechts      | Flandria     | s.t.     |